# Wesselburen
Wesselburen è una città di 3 465 abitanti dello Schleswig-Holstein, in Germania.

Appartiene al circondario (Kreis) del Dithmarschen ed alla comunità amministrativa (Amt) di Büsum-Wesselburen.
Wesselburen si fregia del titolo di Hebbelstadt in onore del poeta Christian Friedrich Hebbel.